# Església de la Mare de Déu del Rosari d'Emperador
L'església de la Mare de Déu del Rosari, és una església situada al municipi d'Emperador. És un Bé de Rellevància Local amb identificador nombre 46.13.117-001.

## Descripció
Es tracta d'una construcció senzilla amb una única façana, la dels peus, quedant la resta de l'edifici limitant amb altres edificacions. Aquesta façana té un sol cos, amb porta d'arc de descàrrega i, sobre ella, una fornícula amb la titular. La façana remata amb espadanya de doble buit i frontó triangular. L'interior és d'una sola nau de 15 x 6 m. El sostre és plafonat, existint en el seu centre un gran oval amb escorxadura d'escaiola, en el qual apareix una pintura de la Mare de Déu del Rosari executada al voltant del 1920.